# Dezindustrializacja
Dezindustrializacja lub odprzemysłowienie – przeciwieństwo industrializacji (uprzemysłowienia); czyli proces w którym następuje zanik standardowych gałęzi przemysłu, zwłaszcza ciężkiego i powiązanych gałęzi (np. górnictwa).

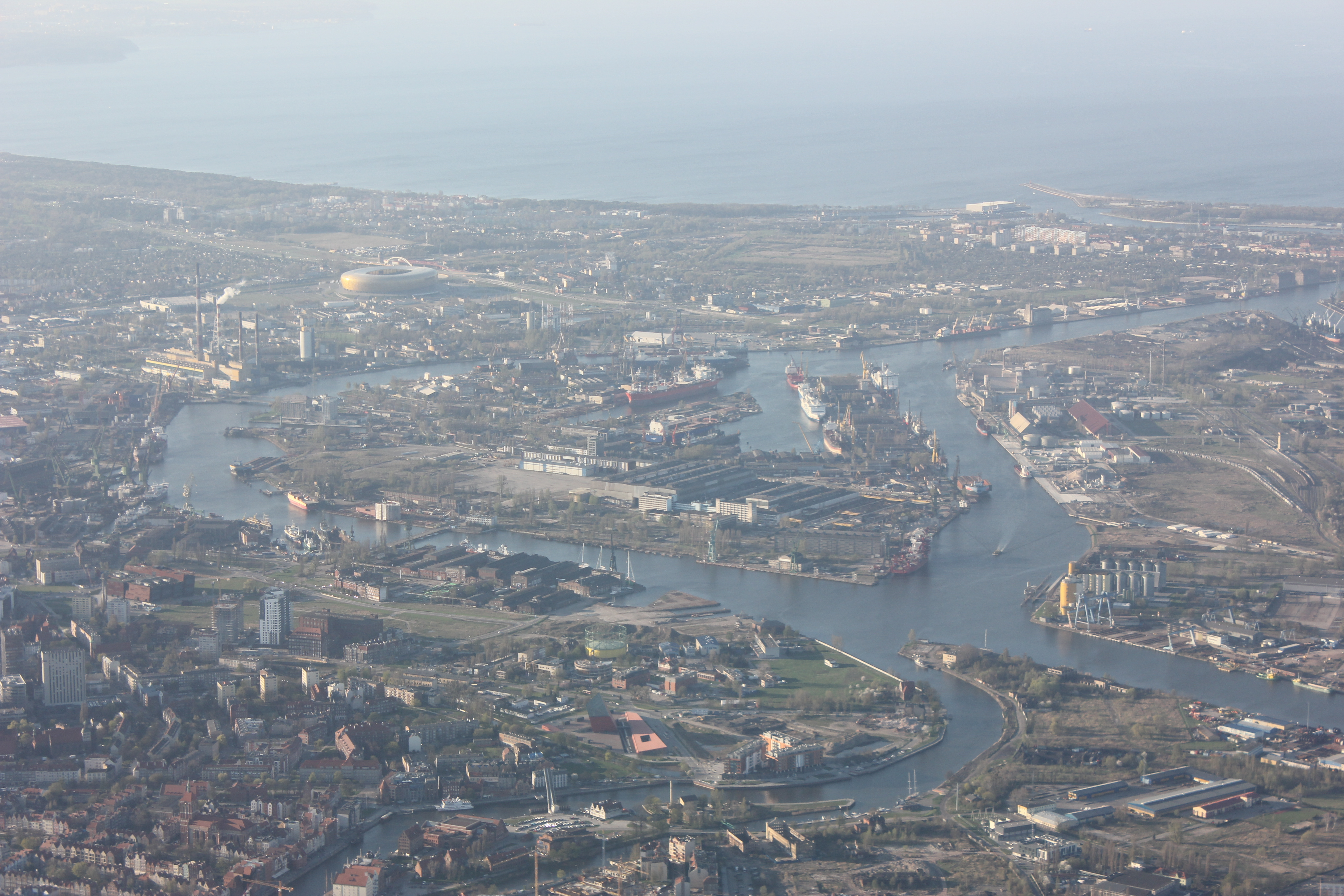
Jednym z terenów dotkniętych dezindustralizacją są obszary postoczniowe w Gdańsku Młodym Mieście; na zdjęciu Muzeum II Wojny Światowej powstałe na terenach postoczniowych obok powstających nowych budynków mieszkalnych

Stanowiące dotychczas główny napęd ekonomiczny racjonalizacja i korzyści skali ustępują miejsca zdolnościom innowacyjnym w sferze techniki oraz innowacjom w kontaktach z klientami. W miejsce przemysłu zwiększa się znaczenie sektora usług. Niekiedy może wystąpić proces dużego wzrostu wydajności pracy w przemysłach wysokiej techniki przy równoczesnym spadku zatrudnienia w tradycyjnych gałęziach przemysłu.
Dezindustrializacja może być dzielona na całkowitą i względną:
- dezindustrializacja całkowita oznacza spadek zatrudnienia, produkcji, rentowności i zasobów kapitałowych w przemyśle, jak również spadek eksportu towarów przemysłowych oraz powstanie utrzymującego się deficytu handlowego w tym sektorze;
- dezindustrializacja względna oznacza spadek udziału przemysłu w gospodarce; odzwierciedla on proces zmian strukturalnych w zakresie związku pomiędzy wydajnością przemysłu a sektorem usług.

W większości krajów rozwiniętych, dezindustrializacja wystąpiła w drugiej połowie XX wieku. W Polsce dezindustrializacja nastąpiła po transformacji systemowej (1989).